# فاقرلو
فاقرلو (شازند)، (Faqerluروستایی خوش آب و هوا با مناظر طبیعی زیبا از توابع بخش سربند شهرستان شازند در استان مرکزی ایران است. قرار گرفتن این روستا در مجاورت کوه بلند آهنگران (که از در جنوب غرب این روستا قرار دارد) و رودخانه تیره در شمال و شرق روستا موقعیتی چشم نواز برای این روستا فراهم آورده است.

## جمعیت
این روستا در دهستان هندودر قرار دارد و براساس سرشماری مرکز آمار ایران در سال ۱۳90، جمعیت آن ۸۹ نفر (۲۳خانوار) بوده‌است.
بشتر مردم در این روستا به کشاورزی مشغولند. زبان مردم این روستا ترکی و لری است. این روستا نزدیکترین روستا از سمت جنوب به کوه آهنگران میباشد. 